# Boavista SC
Boavista SC is een Braziliaanse voetbalclub uit Saquarema in de staat Rio de Janeiro. 

## Geschiedenis

### Barreira
De club werd opgericht in 1961 als EC Barreira. In 1978 speelde de club één seizoen in de tweede klasse van het Campeonato Carioca. In 1992 keerde de club terug en kon na één seizoen al promotie afdwingen naar de hoogste klasse. De club eindigde in de middemoot, maar doordat de competitie herleid werd naar minder clubs degradeerden ze. Na één seizoen slaagde de club erin om terug te keren en speelde dan drie jaar lang in de hoogste klasse. In 2001 trok de club zich terug uit de tweede klasse. In 2003 keerde de club terug. 

### Boavista
In 2004 werd de club overgenomen door zakenmensen en omgedoopt in Boavista Sport Club. Het logo werd veranderd, maar de clubkleuren bleven behouden. De club werd meteen vicekampioen achter Volta Redonda. Twee jaar later werd de club kampioen nadat ze Macaé versloeg in de finale waardoor de club terug naar de hoogste klasse promoveerde. 
In 2008 kwalificeerde de club zich voor de nationale Série C en bereikte daar de tweede groepsfase. In 2011 bereikte de club de finale van de Taça Guanabara en verloor daar van Flamengo. Dit leverde een plaats op in de Copa do Brasil 2012, waar ze in de eerste ronde verloren van América Mineiro. Na een zesde plaats in 2013 plaatste de club zich ook voor de Copa do Brasil 2014 en werd hier door América de Natal uitgeschakeld. Doordat de club in de Copa Rio de finale bereikte, en verloor van Duque de Caxias plaatste de club zich voor de Série D 2014 en werd daar laatste in zijn groep. 
Na een goede notering in de staatscompetitie in 2014 mocht de club in 2015 opnieuw deelnemen aan de Copa do Brasil, maar ABC zorgde ook nu voor een uitschakeling in de eerste ronde. In de competitie van 2015 liep het een heel stuk minder en de club moest een degradatieplay-off spelen tegen Nova Iguaçu, die ze dan wel wonnen. Na een betere notering in 2016 mocht de club opnieuw aan de Série D deelnemen en werd nipt derde in de eerste ronde en was uitgeschakeld. De goede notering leverde ook een deelname aan de Copa do Brasil 2017 op, waar de club voor het eerst de eerste ronde overleefde en Ceará, uit de Série B versloeg. Nadat in de tweede ronde vergane glorie Portuguesa verslagen werd verloor de club in de derde ronde van Sport do Recife. Door een regelwijziging mocht de club in 2017 ook opnieuw deelnemen aan de Série D op basis van het resultaat in 2016 en werd nu groepswinnaar, echter verloor de club in de tweede ronde van Espírito Santo. In 2019 nam de club opnieuw deel en bereikte de derde fase, waar ze verloren van Brusque.

## Erelijst
Copa Rio
2017